# 四川碘泡虫
四川碘泡虫（学名：Myxobolus sichuanensis）为碘泡科碘泡虫属的动物。在中国，分布于四川等，营寄生生活，寄生在墨头鱼的鳃、鳔、体腔膜、肌肉、口腔、输尿管。